# Monete svedesi di rame
L'impero svedese controllava le più grandi e numerose miniere di rame in Europa quando si sviluppò al principio del XVII secolo come grande potenza emergente.
Tuttavia a causa di un'insufficiente politica fiscale e soprattutto a causa del pagamento del cosiddetto riscatto di Älvsborg alla fine della guerra di Kalmar, la Svezia perse parte delle sue riserve di metallo prezioso, principalmente argento, che in gran parte finirono per finanziare l'emergente economia mercantile di Amsterdam.
Nel 1607 il re Carlo IX cercò di convincere la popolazione a cambiare le loro monete d'argento con monete di rame dal medesimo valore facciale, anche se in linea di massima l'offerta non fu accettata. Il rilevante esercito svedese del periodo era interamente pagato con monete di rame. In seguito una grande quantità di monete di rame furono coniate da Gustavo Adolfo per finanziare la sua guerra contro l'imperatore Ferdinando II. Il valore facciale delle monete di rame in circolazione superava in ampia misura le riserve dello stato e la produzione dell'economia nazionale e quindi il valore delle monete cadde rapidamente verso il valore del metallo contenuto, che, in un paese in cui il rame era così abbondante, era necessariamente basso. Di conseguenza i risparmi degli svedesi persero completamente il loro valore.
Quando la figlia ed erede di Gustavo Cristina raggiunse la maturità a 18 anni, dopo un breve tentativo con carta-moneta coperte dal rame – che inizialmente fu ben accettato ma che perse rapidamente la credibilità– iniziò ad emettere come monete rame in pezzi che arrivavano fino a 15 kg. Difficili da maneggiare come erano, il sistema monetario basato sul rame fu accettato come novità finché il prezzo mondiale del rame non crollò. La grande quantità di rame svedese non ebbe più il controllo del prezzo del rame sui mercati internazionali che aveva in precedenza e la entrate straniere crollarono. In confronto al resto d'Europa gli svedesi divennero nuovamente poveri.
Più tardi, durante il regno di Carlo XII, nello sforzo di puntellare l'economia svedese, il ministro Barone von Görtz ignorò le contestazioni e divenne il responsabile della banca centrale svedese. Emise senza limitazioni monete di rame dal valore facciale di un daler, nettamente superiore al loro valore intrinseco, e con caratteristiche tecniche molto scadenti nonché facilmente soggette a contraffazione. In breve tempo queste monete divennero così numerose che furono rapidamente svalutate al valore del loro contenuto metallico. Di conseguenza in breve tempo le monete di rame non furono accettate più neanche per il pagamento delle tasse. Görtz fu incolpato per il fallimento di questa politica economica e anche per questo fu decapitato nel marzo del 1719, una punizione che probabilmente fu accolta favorevolmente dalla popolazione svedese.